# Музичка школа „Вук Караџић” Лозница
Музичка школа „Вук Караџић” основна школа у Лозници. Налази се у улици Генерала Јуришића 5. Настава се одвија у Лозници и у два издвојена оделења у Крупњу и у Љубовији.

## Опште информације
Данас школа има око 300 ученика. Наставни процес организован је по принципу групне наставе (солфеђо, теорија музике, хор, оркестар, камерна музика) и индивидуалне инструменталне наставе. Индивидуална (инструментална) настава реализује се на 5 одсека – 8 инструмената. То су клавир, хармоника, виолина, виолончело, гитара и флаута у трајању од 6 година и кларинет и саксофон као четворогодишње школовање и соло певање у трајању од две године.
Од школске 2017-2018. године школа има Издвојено одељење у Крупњу. Настава се одвија у просторијама ОШ "Боривоје Ж. Милојевић" у Крупњу.
Од школске 2022/2023. године школа има издвојено одељење у Љубовији. Настава се одвија у просторијама ОШ "Петар Враголић" у Љубовији.

## Историјат
Основна музичка школа „Вук Караџић“ у Лозници је институција која се бави музичким образовањем деце. Године 1952. била је организована као нижи државни течај са укупно 64 ученика на одсецима за клавир, виолину, кларинет и трубу, а наставу је реализовало пет наставника. Од 1954. Савет за просвету среза Лозница донео је одлуку да се течај прогласи државном установом, која би радила под називом Нижа музичка школа. Тада се школа сели у засебну зграду, а од 1975. године је у новој згради у којој се и данас налази.